# 范金生
范金生（？—？），扶南太子，曾短暫代理其父范蔓為王。活躍時間大約在東漢年間。有一弟范長，及表兄弟范旃。
其父范蔓早期為扶南王混盤況及其子混盤盤之大將，混盤況九十多歲死後立混盤盤為王，但每有國家大事均委託范蔓辦理。到混盤盤登基三年死後，扶南國國人推舉范蔓爲王。
有一次范蔓征伐金鄰時染患，派遣范金生代為出征。亦因此事當時為二千人將領、范金生之表兄弟范旃謀朝篡位，奪去范蔓的王權，另派人詐騙范金生並將其殺害。